# Флаардинген
Культура Флаардинген — археологическая культура на границе среднего и позднего неолита. Археологи обнаружили в 1958 году во Влардингене, коммуне близ Роттердама, предметы, относящиеся к периоду 3500 — 2500 гг. до н. э. и не принадлежащие к ранее известным археологическим культурам. Это были предметы быта, изготовленные из древесины и кости (в частности — топоры, иглы и остатки примитивных лодок).
Чаши и сосуды культуры воронковидных кубков  встречаются и в области распространения флаардингенской культуры. В дюнах у побережья найдены остатки нескольких посёлков.
Флаардингенцы держали у себя крупный рогатый скот, овец и коз, выращивали пшеницу и ячмень.
Культура сохраняла некоторые мезолитические характеристики, поскольку землепашество в регионе между Маасом и Рейном было не всегда возможным.
Охота играла менее значительную роль. В поселениях обнаружены кости косуль, оленей, медведей, выдр и осетров.
Жилища представляли собой как прямоугольные, так и круглые дома из дерева и глины.